# Wil Malone
Pour les articles homonymes, voir Malone.
Wil Malone, né en 1952 à Hornsey est un compositeur, producteur et arrangeur britannique.

## Biographie
Malone a composé des chansons pour de nombreux groupes ou chanteurs comme Black Sabbath, Iron Maiden, Todd Rundgren, The Verve, Massive Attack, Depeche Mode ou Gianna Nannini.
En 1972, il compose la musique du film Le Métro de la mort. 
En 2016, il travaille sur l'album Sorceress de Mikael Åkerfeldt comme arrangeur des cordes.

## Discographie
Albums
- Wil Malone, Fontana, 1970
- Motherlight, 1976